# Харман, Эндрю
Эндрю Харман (англ. Andrew Harman) — британский писатель пародийной фэнтези.
На русском языке издательством АСТ опубликовано два романа: «Дело "Труба". Святой десант».